# Alejandro Goic Goic
Alejandro Goic Goic (Antofagasta, 22. lipnja 1929.), čileanski liječnik hrvatskog podrijetla. Otac je glumca Alejandra Goica Jereza.

## Životopis
Rodio se je u obitelji hrvatskih iseljenika u Antofagasti. Medicinu je završio na Pontifikalnom katoličkom sveučilištu Čilea (Pontificia Universidad Católica de Chile). Studije je završio na Čileanskom sveučilištu (Universidad de Chile), gdje je stekao naslov liječnika 1955. (Médico-Cirujano)
Usavršavao se u SAD na Sveučilištu Oklahomi. U Santiagu je rukovodio Odjelom interne medicine. Obnašao je dužnost dekana Medicinskog fakulteta na Universidad de Chile. Uređivao je časopis Revista Medica de Chile. Gostovao je kao predavač na drugim sveučilištima, među kojima i poznatom Sveučilištu Harvardu. Specijalizacijske studije interne medicine završio na Čileanskom sveučilištu, psihosomatsku medicinu na Sveučilištu Oklahomi i gastroenterologiju na Sveučilištu Harvardu.
Napisao je kao autor i suautor više od 160 članaka u čileanskim i inozemnim časopisima, 16 poglavlja u knjigama i 3 monografije.
Čileanska akademija medicine (La Academia Chilena de Medicina), Čileanskog instituta (Instituto de Chile), primila ga je 1989. na mjesto br. 28 članova i bio je njen predsjednik od 2000. godine.

## Nagrade
Primio je među ostalim ove ove nagrade:
- 2005. naslov "Maestro de la Medicina Chilena", dodijelilo Medicinsko društvo iz Santiaga, na čilskom kongresu interne medicine
- 2006.: nacionalna nagrada za medicinu Republike Čile[2]
- nagrada "Dr. Rodolfo Armas Cruz" za medicinsko obrazovanje
- nagrada za etiku Čilskog medicinskog kolegija
- nagrada "Dr. Ramón Corvalán Melgarejo" medicinskog društva iz Santiaga
- Diploma "Dr. Carlos Reussi Maestro de Los Andes", Argentinskog medicinskog udruženja
- naslov "Maestro de la Medicina Latinoamericana", koji mu je dodijelilo Argentinsko medicinsko udruženje i Latinskoameričko medicinsko udruženje
- nagrada "Rector Juvenal Hernández Jaque" Čilskog sveučilišta
- medalja "Centenario" Panameričke organizacije zdravlja
- Fellow American College of Physicians (1981.)[3]

## Vanjske poveznice
- Dr. Alejandro Goic Goic, Biblioteca Ministerio de Salud "Dr. Bogoslav Juricic Turina"  (špa.)
- Trayectoria del Dr. Alejandro Goic - Universidad de Chile  Arhivirana inačica izvorne stranice od 18. lipnja 2015. (Wayback Machine) (špa.)